# Écru
Écru (franska, ’rå’, ’otvättad’) är en benämning på råsilke eller  oblekt siden.
Écru betecknar även en gulgrå färg som motsvarar råsilkets.
Någon färg med namnet écru finns inte bland de ursprungliga HTML-färgerna eller webbfärgerna (X11). I andra källor anges färgkoordinaterna i boxen härintill.